# Formose Mendy (ur. 1993)
Formose Jean-Pierre Mendy (ur. 8 października 1993 w Lagny-sur-Marne) – gwinejski piłkarz, francuskiego pochodzenia, grający na pozycji środkowego obrońcy we francuskim klubie US Avranches.